# Budowlani Lublin (piłka nożna)
Budowlani Lublin – klub piłkarski z Lublina. W sezonie 1953 występował w III lidze, w grupie VII (rzeszowskiej). Zajął 11. lokatę, zdobywając w 22 meczach 10 punktów, strzelając 20 bramek, a tracąc 63. W tej samej lidze grały OWKS Lublin, Ogniwo Lublin oraz Stal FSC Lublin. W sezonie 1979/80 ponownie grał w III lidze (grupa III) zajmując 10. lokatę i zdobywając 25 punktów przy bilansie bramek 24:36 po rozegraniu 26 meczów.

## Znani wychowankowie
- Paweł Bugała
- Jarosław Góra
- Paweł Holc
- Piotr Jaroszyński
- Marek Kostrzewa
- Konrad Paciorkowski